# Redmi Note 6 Pro
Lo Xiaomi Redmi Note 6 Pro è uno smartphone prodotto da Xiaomi, distribuito ad ottobre 2018.

## Caratteristiche tecniche

### Hardware[1]
Il Redmi Note 6 Pro misura 157.9 x 76.4 x 8.3 millimetri e pesa 182 grammi. Ha un frame laterale in plastica, la parte posteriore in alluminio e quella anteriore in vetro Gorilla Glass.
È dotato di chipset Qualcomm Snapdragon 636, con CPU octa-core e GPU Adreno 509. Ha 3/4/6 GB di RAM e 32/64 GB di memoria interna eMMC 5.1, espandibili tramite microSD (ha uno slot utilizzabile sia per inserire una seconda SIM che la microSD).
Ha uno schermo IPS LCD ampio 6,26" pollici con risoluzione FHD+ e aspect ratio 19:9.
È dotato di fotocamera posteriore doppia da 12 megapixel con f/1.9 e autofocus PDAF + 5 MP di profondità, in grado di registrare video full HD a 30 fps, con doppio flash LED. La fotocamera anteriore è doppia, da 20 megapixel, con f/2.0 + 2 MP di profondità, in grado di registrare video full HD a 30 fps.
È dotato di connettività GSM/HSPA/LTE, di Wi-Fi 802.11 a/b/g/n/ac dual-band, Wi-Fi Direct, hotspot; di Bluetooth 5.0, A2DP, LE; A-GPS, GLONASS, BDS; di porta a infrarossi, di porta microUSB 2.0 OTG e di radio FM.
Ha una batteria ai polimeri di litio non removibile da 4000 mAh. Supporta la ricarica a 10W.

### Software[1]
Di serie ha Android Oreo 8.1 e l'interfaccia utente MIUI, aggiornabile alla versione 11. Redmi Note 6 Pro ha ricevuto l'aggiornamento ad Android 9 Pie.

## Accoglienza e vendite
AndroidAuthority ha definito il Redmi Note 6 Pro come un ottimo smartphone ma non "il leader della fascia media", TechRadar ha inserito tra i pro del dispositivo schermo, durata della batteria e fotocamera; tra i contro l'assenza del NFC, la porta microUSB anziché USB-C e il software.